# Geron niveus
Geron niveus är en tvåvingeart som beskrevs av Cresson 1919. Geron niveus ingår i släktet Geron och familjen svävflugor. Inga underarter finns listade i Catalogue of Life.